# Дурдинец, Василий Васильевич
Васи́лий Васи́льевич Дурдине́ц (укр. Василь Васильович Дурдинець; род. 27 сентября 1937, село Ромочевица) — советский и украинский политический деятель, исполняющий обязанности премьер-министра Украины в 1997 году, министр Украины по вопросам чрезвычайных ситуаций и по делам защиты населения от последствий Чернобыльской катастрофы в 1999—2002 годах, Чрезвычайный и Полномочный посол Украины в Венгрии (2002—2003).

## Биография
Родился в крестьянской семье.
В 1960 году окончил юридический факультет Львовского государственного университета имени И. Франко.
В 1960—1962 годах — второй секретарь, в 1962—1966 годах — первый секретарь Львовского обкома ЛКСМУ.
В 1966—1970 годах — заместитель председателя Центральной ревизионной комиссии ВЛКСМ.
В 1970—1973 годах — заведующий отделом административных органов Львовского обкома КПУ.
В 1973—1978 годах — заместитель заведующего Отделом административных органов ЦК КП КПУ.
В 1978—1982 годах — заместитель Министра внутренних дел УССР.
В 1982—1991 годы — Первый заместитель Министра внутренних дел УССР.
С марта 1990 года — народный депутат Украины.
С 29 января 1992 года — первый заместитель председателя Верховного Совета Украины.
С 3 июля 1995 по 18 июня 1996 года — вице-премьер-министр по вопросам государственной безопасности и чрезвычайных ситуаций.
С 18 июня 1996 по 30 июля 1997 года — первый вице-премьер-министр Украины.
С 14 февраля 1997 по 6 апреля 1999 года — глава Координационного комитета по борьбе с коррупцией и организованной преступностью при Президенте Украины.
Указом Президента Украины от 2 июля 1997 года назначен исполняющим обязанности премьер-министра Украины.
С 30 июля 1997 по 22 марта 1999 года — директор Национального бюро расследований Украины.
С августа 1997 года — член Совета национальной безопасности и обороны Украины.
С 22 марта 1999 по 30 ноября 2002 года — министр по вопросам чрезвычайных ситуаций и по делам защиты населения от последствий Чернобыльской катастрофы.
С августа 1999 по ноябрь 2003 года — представитель Украины в постоянных органах Частично открытого соглашения Совета Европы относительно предотвращения, защиты и предоставления помощи в случае больших естественных и техногенных катастроф.
С 17 февраля 2000 года — член Правительственного комитета по реформированию аграрного сектора и по вопросам экологии и чрезвычайных ситуаций.
С 2 декабря 2002 по 15 июля 2003 года — Чрезвычайный и Полномочный Посол Украины в Венгерской Республике.

## Специальное звание
Генерал внутренней службы Украины (с 1997 года).

## Награды
- Заслуженный юрист Украины (2011)[14]
- Орден князя Ярослава Мудрого IV степени (2002)[15]
- Орден князя Ярослава Мудрого V степени (2000)
- Орден «За заслуги» II степени (2012)[16]
- Почётный знак отличия президента Украины (1996)[17]
- Орден Трудового Красного Знамени (1977)
- Орден «За личное мужество» (1991)
- Орден «Знак Почёта» (1971)
- Юбилейная медаль «25 лет независимости Украины» (2016)[18]
- Отличие «Именное огнестрельное оружие» (1996)
- Заслуженный пограничник Украины (1997)
- Заслуженный работник МВД (1990)
- Почётная грамота Президиума Верховного Совета УССР (1987)
- Почётная грамота Кабинета Министров Украины (1998)
- Почётный профессор Национальной академии внутренних дел с 1997 года
- Почётный гражданин городов Бобринец и Подольск[19]